# قضية كورنيلوف
قضية كورنيلوف، أو انقلاب كورنيلوف، كانت محاولة انقلاب عسكري نفذها القائد العام للجيش الروسي، الجنرال لافر كورنيلوف، في الفترة من 10 إلى 13 سبتمبر 1917 (28-31 أغسطس)، ضد الحكومة الروسية المؤقتة برئاسة ألكسندر كيرينسكي ومجلس بتروغراد لنواب الجنود والعمال.  التفاصيل الدقيقة ودوافع قضية كورنيلوف غير مؤكدة بسبب الارتباك العام لجميع الأطراف المعنية. نتيجة لذلك، اضطر العديد من المؤرخين إلى تجميع روايات تاريخية مختلفة.

## خلفية
في أعقاب ثورة فبراير 8-16 مارس 1917 (23 فبراير - 3 مارس)، سقطت الملكية الروسية، وحلت محلها حكومة مؤقتة جاء أعضاؤها من أحزاب سياسية ليبرالية ويسارية مختلفة، بعضها كان ممثلاً سابقًا في مجلس الدوما، والبعض الآخر في سوفييت بتروجراد.  ومع ذلك، سرعان ما هدأت الموجة الأولية من الدعم للحكومة المؤقتة بين الشعب الروسي وتزايدت الاضطرابات، نتيجة بشكل رئيسي لاستمرار مشاركة روسيا في الحرب العالمية الأولى والآثار الاقتصادية للقتال على المجتمع الروسي.
بلغ استياء الشعب الروسي ذروته مع هجوم كيرينسكي في 15 يوليو 1917 (1 يوليو). كان الهدف من هجوم كيرينسكي رفع معنويات القوات وحشد الدعم لمشاركة روسيا في الحرب. إلا أن الهجوم جاء بنتائج عكسية. فقد شعر الجنود والعمال بالإحباط من استمرار التدخل الروسي، مما أدى إلى اندلاع ثورة أيام يوليو.
اندلعت أحداث "أيام يوليو" في العاصمة الروسية بتروغراد، من 16 إلى 20 يوليو (3 إلى 7 يوليو)، وكانت بمثابة تمرد ضد الحكومة المؤقتة. لم تُخفف المظاهرات خلال تلك الأحداث من حدة إحباط الشعب الروسي، بل أثار استمرار الاضطرابات طوال ذلك الصيف دعواتٍ لمزيد من الانضباط وتشكيل حكومة أقوى وأكثر وحدة. كما تصاعد القلق بين رجال الأعمال والصناعيين الروس في الحكومة المؤقتة. وكان الدعم لاستعادة النظام قويًا حتى بين أعضاء الحكومة المؤقتة.
مباشرة بعد أيام يوليو، أصبح ألكسندر كيرينسكي رئيس وزراء الحكومة المؤقتة وعين كورنيلوف على الفور قائدًا عامًا للجيش الروسي. وبمساعدة ضباط الجيش الروسي، ومن بينهم كورنيلوف، كان يأمل في تحقيق شكل أكثر توحدًا للحكومة. خشي الضباط من أن سوء الانضباط بين قواتهم كان مسؤولاً عن الأداء الضعيف المستمر للجيش الروسي في الحرب. وطالبوا بإعادة تطبيق عقوبة الإعدام على خط المواجهة بالإضافة إلى إلغاء لجان الجنود المختلفة التي ظهرت في الأشهر التي أعقبت الأمر رقم 1 لمجلس سوفييت بتروغراد في 14 مارس 1917 (1 مارس). أراد الضباط، وخاصة كورنيلوف، وضع حد لأي بوادر ثورة في روسيا، وخاصة فيما يتعلق بالبلاشفة. حشد كورنيلوف قواته إلى بتروغراد لمواجهة التهديد الثوري بعد وقت قصير من تعيينه قائدًا عامًا. 

## القضية
رغم تضارب الآراء حول تفاصيل هذه العملية وكيفية تنفيذها، إلا أن إحدى الحقائق المشتركة هي أن كورنيلوف، "لإعادة السلام إلى بتروغراد"، كان يُنظم قوة عسكرية للتوجه إلى بتروغراد والقضاء على السوفييت.  ليس واضحًا ما إذا كان كورنيلوف قد فعل ذلك كوسيلة لفرض ديكتاتورية عسكرية بعد نجاحه، أم أنه كان يتصرف ببساطة بأوامر كيرينسكي، ولكن المؤكد هو أن كيرينسكي لم يكن ينوي السماح لكورنيلوف بدخول بتروغراد بجيش، خوفًا من الاحتمال الأول. وفي محاولة لتجنب ذلك، أرسل كيرينسكي في 10 سبتمبر 1917 (27 أغسطس 1917)، برقية إلى كورنيلوف يُبلغه فيها بفصله ويأمره بالعودة إلى بتروغراد.  لم تعيق البرقية تقدم كورنيلوف نحو بتروجراد كما كان مقصودًا، بل على الأرجح أدت إلى تسريع تقدم قواته، حيث افترض كورنيلوف، بعد قراءة الرسالة، أن بتروجراد سقطت تحت سيطرة البلاشفة.
حظي كورنيلوف بدعم الملحق العسكري البريطاني، العميد ألفريد نوكس، واتهم كيرينسكي نوكس بترويج دعاية مؤيدة لكورنيلوف. كما زعم كيرينسكي أن اللورد ميلنر كتب له رسالة يُعرب فيها عن دعمه لكورنيلوف. 
على مدار الأيام القليلة التالية، وبينما حاولت الحكومة المؤقتة التوصل إلى خطة ملموسة لتجنب الهجوم القادم، اتخذ سوفييت بتروغراد تدابير للدفاع ضد قوات كورنيلوف المتقدمة. وكان أحد هذه التدابير إنشاء لجنة النضال ضد الثورة المضادة في 11 سبتمبر 1917 (28 أغسطس حسب التقويم القديم). وكان المشاركون في اللجنة ممثلين عن اللجنتين التنفيذيتين السوفييتيتين الوطنيتين للعمال والجنود والفلاحين، وسوفييت بتروغراد، والمجلس المركزي العام للنقابات العمالية، وحزبي الاشتراكيين الثوريين والمناشفة. وكان أبرز أعضاء هذه اللجنة البلاشفة، الذين كان لديهم قاعدة دعم كبيرة بين الطبقة الدنيا، وشملوا منظمين مثل ليون تروتسكي، الذي كان قد سُجن سابقًا ولكن أُطلق سراحه بناءً على طلب سوفييت بتروغراد للمساعدة في تنظيم دفاع بتروغراد.
قام السوفييت بعدة أعمال، منها التعاون مع نقابات عمال السكك الحديدية لعرقلة تقدم جيش كورنيلوف نحو بتروغراد، والتسلل إلى صفوف الجيش لأغراض التخريب وإقناع جنوده بالفرار، وذلك في محاولة لإيقاف قوات كورنيلوف وإضعافها. في بتروغراد، مُنح السوفييت، ولا سيما البلاشفة لأسبابٍ مهمةٍ لاحقًا، ذخيرةً وأسلحةً تحسبًا لوصول قوات كورنيلوف إلى بتروغراد وضرورة القتال. إلا أن هذا لم يكن ضروريًا، فبحلول 13 سبتمبر 1917 (30 أغسطس)، كان جيش كورنيلوف قد خسر عددًا كبيرًا من جنوده، ومع غياب الدعم لحركة كورنيلوف، انتهت القضية بنهايةٍ غير دموية.

## عواقب
بعد فشل الانقلاب، عُزل كورنيلوف من منصبه كقائد عام، وسُجن في قلعة بيخوف مع 30 ضابطًا آخرين متهمين بالتورط في المؤامرة. قاد الجنرال ألكسندر كريموف القوات التي تحركت نحو بتروغراد قبل أن يتم إيقافها. استسلم كريموف، وبعد لقائه بكيرينسكي، انتحر بإطلاق النار على قلبه.  
في 14 سبتمبر 1917 (1 سبتمبر)، أعلنت الحكومة المؤقتة تأسيس الجمهورية الروسية، وألغت رسميًا ما تبقى من النظام الملكي القديم وأنشأت مجلسًا مؤقتًا كبرلمان مؤقت، استعدادًا لانتخابات الجمعية التأسيسية.
مع ذلك، فقدت الحكومة المؤقتة مصداقيتها وسرعان ما انهارت. بعد فترة وجيزة من استيلاء لينين على السلطة مع ثورة أكتوبر البلشفية في 7 نوفمبر 1917 (25 أكتوبر)، تمكن كورنيلوف من الفرار من قلعة بيخوف وأسس جيش المتطوعين، الذي قاتل البلاشفة خلال الحرب الأهلية الروسية. قُتل في معركة ضد القوات البلشفية في مدينة يكاترينودار في أبريل 1918. 
كان الحزب البلشفي المستفيد الأكبر من قضية كورنيلوف، إذ اكتسب زخمًا وقوةً في أعقاب محاولة الانقلاب. أطلق كيرينسكي سراح البلاشفة الذين اعتُقلوا خلال أيام يوليو قبل بضعة أشهر، حين اتُهم فلاديمير لينين بالتواطؤ مع الألمان، ففرّ لاحقًا إلى فنلندا. وقد أسفرت مناشدة كيرينسكي لمجلس سوفييت بتروغراد للدعم عن إعادة تسليح المنظمة العسكرية البلشفية وإطلاق سراح السجناء السياسيين البلاشفة، بمن فيهم ليون تروتسكي. ورغم أن هذه الأسلحة لم تكن ضرورية لصد قوات كورنيلوف المتقدمة في أغسطس، إلا أن البلاشفة احتفظوا بها واستخدموها في ثورتهم المسلحة الناجحة في أكتوبر. كما ازداد دعم البلاشفة بين الجمهور الروسي في أعقاب قضية كورنيلوف، نتيجةً للاستياء من تعامل الحكومة المؤقتة مع محاولة كورنيلوف للاستيلاء على السلطة. بعد ثورة أكتوبر، استولى لينين والبلاشفة على السلطة، واختفت الحكومة المؤقتة التي كان كورنيلوف عضوًا فيها. وكانت شظايا الحكومة المؤقتة قوة محورية في الحرب الأهلية الروسية التي اندلعت ردًا على استيلاء لينين على السلطة.
وعلى الرغم من رفض سلك الضباط المشاركة في تمرد كورنيلوف، فقد كانوا غاضبين من العقوبة التي فرضها كيرينسكي عليه، فضلاً عن احتضان كيرينسكي لليسار واعتقاله للجنرالات البارزين.  وسوف يعود هذا الأمر لاحقًا ليطارد كيرينسكي حيث لم يستجب الجيش لطلبه بالدفاع عن الحكومة عندما هاجم البلاشفة في ثورة أكتوبر عام 1917.

## التأريخ
قدمت عدة مدارس فكرية حول قضية كورنيلوف تفسيرات متباينة، وأثارت جدلاً بين المؤرخين. يعرض مارك شتاينبرغ المعتقدات والآراء السياسية المتضاربة حول قضية كورنيلوف، موضحاً أن الحدث كان "مزيجاً غريباً من المؤامرة والارتباك".  بعد إحباط المحاولة، أعرب العديد من المواطنين عن شكوكهم بشأن ما حدث بالفعل بين كورنيلوف وكيرينسكي. على الجانب الأيسر، اعتقد المدافعون عن كورنيلوف أن كيرينسكي خطط عمداً للاستيلاء على السلطة، لكنهم رفضوا علناً اعتباره المنقذ في خضم الاضطرابات. ومن الجوانب الأخرى التي أبرزها شتاينبرغ اعتقاد اليمين بأن كيرينسكي انقلب على كورنيلوف. وهكذا، ساهمت الآراء المتعلقة بهذه القضية في ترسيخ الانقسام بين الحزبين السياسيين اليميني واليساري. 
عند مناقشة الأحداث التي أدت إلى هذه القضية، يُحلل شتاينبرغ تورط وزير الحكومة المؤقتة السابق فلاديمير نيكولايفيتش لفوف. قبل وقوع القضية، عرّف لفوف نفسه لكورنيلوف بأنه "مبعوث لرئيس الوزراء"، وهي ليست وظيفته الحقيقية. من خلال تواصله مع كورنيلوف، علم لفوف أن كورنيلوف يريد تشكيل حكومة أقوى وأكثر توحدًا، حيث يكون له صوت أقوى. ثم عبّر لفوف عن هذه الرغبات لكرينسكي، لكن كيرينسكي اعتبرها اقتراحًا تهديديًا للاستيلاء على الحكومة. من هناك، استعد كيرينسكي للدفاع عن العاصمة ضد قوات كورنيلوف المتقدمة وطموحاته في الوصول إلى السلطة. يمكن القول إنه من خلال التواصل بمساعدة لفوف، أُسيء فهم نوايا كل من كورنيلوف وكيرينسكي أو تم تحريفها في المحادثات، مما أدى إلى استمرار محاولة الحكومة الاستيلاء على السلطة. 
طرح ألكسندر كيرينسكي نفسه، المستهدف الرئيسي من الانقلاب، تفسيرًا لقضية كورنيلوف. في السنوات التي تلت الحدث، وصف كيرينسكي القضية بأنها مؤامرة يمينية "...تطورت ببطء ومنهجية، مع حساب دقيق لجميع العوامل المؤثرة على نجاحها أو فشلها المحتمل."  افترض كيرينسكي أن كورنيلوف نفسه انجر إلى هذه المؤامرة بعد فترة طويلة من اكتمال الأعمال التحضيرية. في مقابلة عام 1966 مع الصحفي السوفيتي جينريك بوروفيك، توسع كيرينسكي في نظريته بالقول إن ونستون تشرشل لعب دورًا محوريًا في المؤامرة. 
وفقًا للمؤرخ البريطاني جون كيغان، تم تحريض كورنيلوف من قبل آخرين لمحاولة الانقلاب، لكنه لم يذكر من هم هؤلاء الآخرون.  يعتقد المؤرخ السابق، أ. ج. ب. تايلور، أن كيرينسكي شجع الانقلاب حتى أدرك أن كورنيلوف كان ينوي تدمير كل من البلاشفة وأي أثر للديمقراطية بما في ذلك كيرينسكي نفسه. 
قدم المؤرخ الأمريكي ريتشارد بايبس تفسيرًا آخر للحدث في كتابه "الثورة الروسية: 1899-1919" . جادل بايبس بأنه بعيدًا عن كونها مؤامرة كورنيلوف، كانت في الواقع "مؤامرة كيرينسكي" مُدبَّرة لتشويه سمعة الجنرال باعتباره زعيم ثورة مضادة وهمية، وإن كانت متوقعة على نطاق واسع، والتي من شأن قمعها أن يرفع رئيس الوزراء إلى مكانة لا مثيل لها من الشعبية والسلطة، مما يُمكّنه من مواجهة التهديد المتزايد من البلاشفة.